# Steinbach au Mont-Tonnerre
Pour les articles homonymes, voir Steinbach.
Steinbach au Mont-Tonnerre (Steinbach am Donnersberg en allemand) est une municipalité allemande située dans le land de Rhénanie-Palatinat et l'arrondissement du Mont-Tonnerre.